# Rhipsalis crispata
Rhipsalis crispata ist eine Pflanzenart in der Gattung Rhipsalis aus der Familie der Kakteengewächse (Cactaceae). Das Artepitheton crispata stammt aus dem Lateinischen, bedeutet ‚gekräuselt‘ und verweist auf die wellige Form der Triebabschnitte der Art.

## Beschreibung
Rhipsalis crispata wächst epiphytisch oder auf dem Erdboden mit zahlreichen hängenden Trieben von unbegrenztem Wachstum. Die blattartig flachen oder selten dreiflügeligen, länglichen hellgrünen Triebe sind elliptisch oder verkehrt eiförmig und meist an der Basis gestutzt. Sie sind 6 bis 10 Zentimeter lang und 2 bis 4 Zentimetern breit. Ihre Ränder sind gekerbt bis gelappt. Die sehr kleinen Areolen tragen keine Borsten.
Die radförmigen, cremeweißen Blüten erscheinen einzeln oder in Gruppen von zwei bis vier und erreichen einen Durchmesser von 1 bis 1,2 Zentimetern. Die kugelförmigen Früchte sind weiß.

## Verbreitung, Systematik und Gefährdung
Rhipsalis crispata ist in den brasilianischen Bundesstaaten Rio de Janeiro, Pernambuco und São Paulo in verschiedenen Waldtypen sowie in küstennahen Dünen verbreitet.
Die Erstbeschreibung als Epiphyllum crispatum wurde 1830 durch Adrian Hardy Haworth veröffentlicht. Curt Ludwig Georg Karl Pfeiffer stellte die Art 1836 in die Gattung Rhipsalis. Weitere nomenklatorische Synonyme sind Hariota crispata (Haw.) Kuntze (1891) und Cereus crispatus (Haw.) Pfeiff. ex K.Schum. (1898)
Rhipsalis crispata wurde in der Roten Liste gefährdeter Arten der IUCN von 2002 als „Vulnerable (VU)“, d. h. gefährdet, eingestuft. Nach der Überarbeitung der Liste 2013 wird die Art als „Endangered (EN)“, d. h. als stark gefährdet geführt.

## Nachweise